# Sexualité dans le judaïsme
 (juillet 2019).
- Si vous ne connaissez pas le sujet, laissez ce bandeau (vous pouvez alors contacter les auteurs).
- Si vous supprimez le contenu mis en cause (vous pouvez préalablement contacter les auteurs),

argumentez précisément cette suppression dans la page de discussion
(un manque de référence n'est pas un argument ; une recherche réelle de référence doit avoir été effectuée, être formellement documentée).
La sexualité (hébreu : מיניות miniout ; dans les sources classiques : ביאה bia « venue », ידיעה yediʿa « connaissance », שכיבה shkhiva « couche », דבר אחר davar a’her « autre chose », תשמיש המיטה tashmish hamita « usage du lit ») est considérée dans le judaïsme comme l’un des besoins naturels fondamentaux, permettant la perpétuation de l’espèce et les bonnes relations conjugales.
La sexualité même autorisée doit être maîtrisée pour être réalisée dans la sainteté. La Torah en codifie la pratique à l’aune des critères de pureté et d’impureté (en particulier menstruelle) et interdit nombre de pratiques sexuelles jugées incestueuses ou contre nature. Elle fait aussi l’objet de longs développements dans la littérature rabbinique (et en particulier dans la tradition ésotérique), tant dans sa nature profonde que dans sa législation pratique, y compris aux plans social et vestimentaire.

## La sexualité dans les sources juives

### La sexualité dans la littérature biblique
La Bible hébraïque mêle au long de ses 24 livres injonctions et récits relatifs à la sexualité. La bénédiction de croissance (« fructifiez et multipliez-vous ») est la première adresse divine aux créatures aquatiques puis à l’ensemble des créatures (Genèse 1:28). La Bible poursuit avec de nombreux récits où la sexualité joue un rôle important voire prédominant :
- l’histoire d’Adam et Ève ;
- l’union des « fils de Dieu » avec les « filles de l’homme », en prélude au Déluge ;
- l’acte de Cham envers son père, Noé, prélude à la malédiction de Cham ;
- Abraham et Saraï en Égypte ;
- Lot et ses filles ;
- la naissance d’Isaac ;
- le serviteur d’Abraham et Rebecca ;
- Jacob et ses femmes ;
- Ruben et Bilha ;
- Dina et Shekhem ;
- Juda et Tamar ;
- Joseph et la femme de Pôtiphar ;
- Zimri et Cosbi ;
- la concubine de Giva ;
- David et Bethsabée ;
- Amnon et Tamar ;
- Ruth et Boaz ;
- les amants (du Cantique des Cantiques) ;
- l’ensemble du livre d’Esther.

Ces récits ont pour fonction, selon qu’ils connaissent ou non une conclusion heureuse, d’encourager aux conduites vertueuses ou de stigmatiser les conduites réprouvables dont l’homosexualité, le viol ou la prostitution. De nombreuses prescriptions et prohibitions viennent réglementer la sexualité, édictant les unions licites et illicites (avec des restrictions supplémentaires selon les castes ou statuts), les circonstances qui interdisent les rapports (notablement, l’émission de sang menstruel ou placentaire qui rend la femme impure à son mari), les attitudes à adopter face aux conduites mentionnées plus haut ou les cas particuliers d’infertilité comme l’homme aux organes écrasés.

## Contraception
La loi juive considère que la contraception va à l’encontre de deux prescriptions, l’obligation de fructifier et se multiplier (Mishna Yebamot 6:6, d’après Genèse 1:28) et l’interdiction d’émettre la semence en vain (T.B. Yebamot 34b, d’après Genèse 38:7-10). La mishna citée établit une distinction entre hommes et femmes, lesquelles ne sont pas tenues à l’obligation de procréer.
Il en résulte qu’une femme est, en théorie, autorisée à boire une potion stérilisatrice (ʿakarin), que ce soit dans un but contraceptif (Tossefta Yebamot 8:2 ; le Talmud cite en Yebamot 65b une femme qui la boit de son propre chef afin de ne plus subir les douleurs de l’enfantement) ou pour se guérir d’autres affections comme la jaunisse ou la gonorrhée (T.B. Chabbat 109b-110b). Rav Bebaï récite également devant son maître une tradition orale (non retenue dans la Mishna) qui autorise, selon Rabbi Meïr, trois types de femmes à user d’un mokh (une substance absorbante, utilisée comme moyen de contraception mécanique) : une mineure, âgée de onze ans et un jour car elle n’a pas atteint l’âge légal du mariage (fixé par la loi juive à douze ans), est déjà potentiellement féconde et pourrait mourir de cette éventuelle grossesse ; une femme enceinte, afin de prévenir tout risque de superfétation ; et une femme allaitante car une seconde grossesse mènerait à sevrer prématurément le nourrisson qui pourrait en mourir. Bien que cette autorisation soit débattue dès l’ère du Talmud (puisque les sages préconisent d’une seule voix — or, dans le Talmud, la loi est le plus souvent fixée d’après la voix de la majorité — de s’en remettre à la miséricorde divine), le Choulhan Aroukh Even Haezer 5:11-12 codifie la loi afin d’autoriser la contraception, orale ou mécanique. Les autorités ultérieures à ce code (du moins celles qui considèrent la loi juive contraignante) recommandent d'autoriser ces pratiques seulement après des indications médicales établies.
Pour un homme, la potion stérilisatrice est strictement interdite (Tossefta Yebamot 8:2) et il en est de même pour la vasectomie, assimilée à l’écrasement des testicules ou la rupture du membre (Mishna Yebamot 8:2, d’après Deutéronome 23:2). Nombre d’interdits relèvent de l’« acte d’Er et Onan », qui connaît maintes exégèses ayant pour la plupart trait à l’émission de semence en vain : pour le Talmud de Jérusalem et le Midrash, ils « labouraient dans les champs et semaient dans les jardins ». Rabbi Eliezer permet de le faire pour éviter une grossesse prématurée chez une femme allaitante (Tossefta Nidda 5:6), ce qui conduit Rabbi Eléazar à supposer qu’ils pénétraient leur épouse hors des orifices naturels (T.B. Yebamot 34b). Pour d’autres, ils stimulaient leur membre pour éjaculer hors rapports, soit manuellement soit en s’abandonnant à leur imagination lascive — ces comportements étant proscrits du judaïsme.
D’autres courants, notamment le mouvement Massorti et le judaïsme réformé sont plus permissifs,.

## Homosexualité
L’homosexualité est interdite dans le judaïsme. La Torah a même écrit un terme spécial lorsqu’elle parle de l’homosexualité : « abomination » (Lévitique, 18, 22 ; 20, 13). Ce sont les relations homosexuelles qui sont interdites, pas l’orientation homosexuelle. La Torah se concentre sur les actions d’une personne plutôt que sur ses désirs. Le désir d’un homme d’avoir des relations sexuelles avec un autre homme n’est pas plus un péché que son désir d’avoir des relations sexuelles avec la femme d’un autre homme, tant qu’il n’agit pas selon ce désir. La Torah a interdit beaucoup de relations, entre autres celle avec l’animal. La seule appelée "abomination" est la relation unisexe (le verset désigné comme interdisant l'homosexualité semble ne concerner que les hommes). Il est possible de considérer que les relations homosexuelles féminines, bien qu'elles ne soient pas mentionnées explicitement dans la Torah, sont proscrites à cause de l'interdiction de reproduire les pratiques égyptiennes mentionnées dans le Lévitique (18,3)

## Masturbation

### Masturbation masculine
Le judaïsme a donné au fur et à mesure de son développement de l’importance à la masturbation masculine et plus spécialement à une perte vaine de semence.
Déjà la Torah décrit en Genèse 38, 9-10 la mort de Onan, fils de Juda, causée par son refus de coucher avec sa femme Tamar (qui était la veuve de son frère) pour donner une descendance à son frère. La Torah explique qu'Onan gaspilla sa semence à terre, chose qui ne plut pas à Dieu qui le tua.
Le judaïsme voit dans la semence un potentiel de vie, donc un homme qui n’utilise pas sa semence à bon escient est en quelque sorte un assassin. Il tue un potentiel de vie.
Il faut ajouter que le judaïsme veut que la semence serve à quelque chose : ou à enfanter, ou à maintenir des rapports entre un homme et sa femme. Ainsi, même si seulement un spermatozoïde sur des millions va développer un fœtus, même si la femme est enceinte et que le rapport sexuel ne conduise à aucun nouvel être, même si la femme ne soit plus en âge ou en état d’enfanter, etc., l’homme aurait le devoir de faire passer de sa semence à sa femme (de maintenir une fréquence en ce qui concerne leur rapport sexuels).
À l’époque du Talmud, certains ont dit que la masturbation masculine est une interdiction contenue dans l’interdiction de « tu ne feras pas d’adultère » ou « et vous vous garderez de toute mauvaise chose ». Certains ont même catalogué cette faute dans les mauvaises mœurs.
La Kabbale voit dans la masturbation masculine une faute impardonnable (bien que l’on explique cette chose comme étant une dissuasion de faire cette faute à l’homme, en plus que le principe du repentir est un fondement du judaïsme), et explique que de la semence que l’homme éjacule en vain engendre avec Lilith des anges maléfiques.
Afin d’éloigner l’homme de cette grave faute, l’homme devra éviter toute érection du pénis. Pour cela, aucun homme n’aura le droit de toucher ses organes génitaux si ce n’est à fin de miction, dans les règles suivantes : un homme célibataire n’aura même pas le droit de toucher son pénis (à moins de l’attraper par le gland et non par le haut du pénis), de peur de le réchauffer (l’homme marié ayant la possibilité de satisfaction sexuelle), il lui sera permis de toucher son scrotum (Choulhan Aroukh 3, 14- 16 et Michna Beroura).
Même la pollution nocturne est considérée comme étant une faute ; les sages d’Israël enseignent que sa source est en fait les pensées sexuelles qu’a l’homme durant la journée, donc elle est le signe de mauvaises pensées, étant elles-mêmes de graves fautes.
Dans les milieux progressistes du judaïsme l'interdit de la masturbation est perçu comme erroné au regard des découvertes scientifiques et psychologiques modernes.

### Masturbation féminine
Le judaïsme est bien plus modéré en ce qui concerne la masturbation féminine, jusqu’à la permettre[réf. nécessaire], bien que certains décisionnaires l’aient interdite[réf. nécessaire].